# Иван Сидорович
Иван Сидорович (Иоанъ) — псковский посадник в первой половине XV века.

## В летописях
Впервые в псковских летописях упоминается под 1407 году, когда ездил вместе с князем Константином, по повелению псковичей, в Новгород просить помощи против немцев, но новгородцы отказали им в этом. 20 июля 1410 года был созван псковичами съезд в двух городах для примирения с немцами. В съезде принимали участие посадники Ларион, Иван и Микула с боярами, а также немецкие князья. В результате был подписан мирный договор. В 1411 году псковичи посылали посадника Ивана Сидоровича и Фёдора Шибалкинича к князю Василию Дмитриевичу, чтобы просить на псковское княжение его младшего брата Константина Дмитриевича, который потом приехал. 18 июня 1416 года была построена церковь святой Софии возле Домонтовой стены при псковских посадниках Ларионе Дойниковиче, Романе, Иване, Феодосии и Микуле.
В 1417 году Иван Сидорович был среди посадников (вместе с Ларионом, Акимом и Юрием Винковым), которые просили мира у новгородцев, но потерпели неудачу. В 1431 году посадник Иван с Сильвестром снова пытались добиться мира у новгородцев, но и это предприятие не принесло результатов. В третий раз Иван Сидорович участвовал вместе с посадником Акимом в посольстве в Новгород, которое также не дало желаемого. Только чуть позже в том же году посаднику Сильвестру удалось добиться мира псковичей с новгородцами. Иван Сидорович был среди тех, кто в 1435 году принимал новгородских послов для завершительного этапа принятия мира.
В 1427 году посадники Иван Сидорович и Аким Павлович участвовали в посольстве в Литву к князю Витовту для освобождения пленных, но литовский князь не отдал пленных. В последний раз Иван упоминается под 1441 годом, когда он и другие знатные псковичи объявили войну Новгороду.

## Семья
Некоторые исследователи считают, что Иван Сидорович мог быть сыном псковского посадника Сидора и братом посадника Романа Сидоровича.